# Wer klopft denn da an meine Tür?
Wer klopft denn da an meine Tür? (Originaltitel: Who’s That Knocking at My Door?) ist ein US-amerikanisches Filmdrama aus dem Jahr 1967 und der erste Spielfilm von Martin Scorsese.

## Handlung
J.R. ist ein typischer Mann US-amerikanisch-italienischer Abstammung aus New York. Als er sich eines Tages in eine junge Frau verliebt, beschließt er sein bisheriges Leben für sie aufzugeben und sie zu heiraten. Doch dann erfährt er, dass sie vor einiger Zeit vergewaltigt wurde, und er kann wegen seiner streng katholischen Abstammung damit nicht umgehen.

## Hintergrund
Die Filmpremiere fand am 15. November 1967 im Chicago International Film Festival statt, wo er in der Kategorie als bester Film gewann. Das Budget für den Film betrug 75.000 $ (nach heutiger Rechnung ca. 630.000 $).

## Kritik
Das Lexikon des internationalen Films urteilte, die Filmproduktion sei ein „teilweise recht unausgegorenes Erstlingswerk“. Es würden „Themen seiner [Scorseses] späteren Filme“ vorweggenommen. Der Film vermittle eine „authentische Atmosphäre des urbanen Lebensraums der Helden“. Dies sowie die „Direktheit“ des Films würden dessen „Thesenhaftigkeit“ überwinden.